# Opydorscus fonsecae
Opydorscus fonsecae är en djurart som tillhör fylumet trögkrypare, och som beskrevs av Jeanne Renaud-Mornant 1989. Opydorscus fonsecae ingår i släktet Opydorscus och familjen Halechiniscidae. Inga underarter finns listade i Catalogue of Life.